# إد مورغان
إد مورغان هو محامي كندي، ولد في 3 يناير 1955.